# Народна пісня
Наро́дна пі́сня — найрозповсюдженіший вид народної музики, продукт колективної усної народної творчості, що роками складається в пісню. Народна пісня — музично-поетичний жанр фольклору, найпоширеніший вид народної музики.
Народна пісня відображає характер кожного народу, звичаї, історичні події, відрізняється своєрідністю жанрового змісту, музичної мови, структури. У деяких древніх і частково сучасних видах народної музики вона існує в синкретичній єдності з танцем, грою, інструментальною музикою, словесним і образотворчим фольклором.
Суттєва риса більшості традиційних жанрів — безпосередній зв'язок народної пісні з побутом і трудовою діяльністю (напр., Пісні трудові, які супроводжують різні види праці — бурлацькі, покосні, прополювальні, жнивні, молотильні і ін., Обрядові, які супроводжують землеробські і сімейні обряди та свята, — колядки, масляні, веснянки, купальські, весільні, поховальні, ігрові календарні і т. ін.).
Створення слів і музики — єдиний творчий процес, в якому вирішальне значення має традиція: пісня виникає на основі законів, естетично дієвих в кожному даному пісенному колективі, і тому підпорядковується нормам музично-поетичної типології. Так, в кожному жанрі народної пісні існують ведучі та периферійні за значенням пісенні типи (ритмічні, мелодійні), на основі яких пізнається варіантність пісень. Поряд з варіюванням основних пісенних типів в народній творчості часто використовуються перетекстовка старих мелодій і переінтонування старих текстів.
Народна пісня існує в безлічі місцевих варіантів, поступово видозмінюючись.